# Triangle de Tartaglia

Cada nombre del triangle és la suma de les dues xifres superiors.

El triangle de Tartaglia, també anomenat triangle de Pascal, és un esquema matemàtic utilitzat per a la potenciació de binomis.

## Mètode de construcció
Es comença amb un 1.
```
 1

```

Després s'escriuen dos 1 a sota.
```
 1
 1 1

```

A les següents files, els nombres són el resultat de sumar els dos nombres immediatament superiors. Els nombres situats als laterals, són sempre 1.
```
 1
 1 1
 1 2 1
 1 3 3 1
 1 4 6 4 1
 1 5 10 10 5 1
 1 6 15 20 15 6 1
 1 7 21 35 35 21 7 1
 1 8 28 56 70 56 28 8 1
 1 9 36 84 126 126 84 36 9 1
 1 10 45 120 210 252 210 120 45 10 1

```

## Propietats
El triangle de Tartaglia té diverses propietats interessants.
- En primer lloc, notem que el resultat de sumar els elements de cada fila dona una potència de 2: {\displaystyle 1,2,4,8,16,32,64,\ldots }. Aquest fet és conseqüència immediata del binomi de Newton, ja que:[4]

{\displaystyle 2^{n}=(1+1)^{n}={n \choose 0}1^{n}+{n \choose 1}1^{n-1}\cdot 1+{n \choose 2}1^{n-2}\cdot 1^{2}+\ldots +{n \choose n-1}1\cdot 1^{n-1}+{n \choose n}1^{n}={n \choose 0}+{n \choose 1}+\ldots +{n \choose n}}
- En segon lloc, donat un binomi a+b elevat a n, pel binomi de Newton es dona la relació següent:

{\displaystyle {(a+b)}^{n}=\sum _{k=0}^{n}c_{i}a^{n-k}b^{k}=(a+b)^{n}=}
{\displaystyle =c_{0}\cdot a^{n}+c_{1}\cdot a^{n-1}\cdot b+c_{2}\cdot a^{n-2}\cdot b^{2}+\ldots +c_{n-2}\cdot a^{2}\cdot b^{n-2}+c_{n-1}\cdot a\cdot b^{n-1}+b^{n}}
El triangle de Tartaglia ens permet saber els valors que prenen els factors {\displaystyle c_{0},c_{1},c_{2},...,c_{n}\ }. En el triangle, podem buscar el coeficient binomial {\displaystyle c_{i}={n \choose i}} del desenvolupament de {\displaystyle (a+b)^{n}} de la manera següent:
En el triangle busquem la filera n, començant des del 0. Notem que la filera té n+1 termes. Movent-nos en aquesta filera, el coeficient {\displaystyle c_{i}} és el terme i-èsim de la filera.
Exemples:
{\displaystyle (a+b)^{2}=a^{2}+2ab+b^{2}\ }
{\displaystyle (a+b)^{3}=a^{3}+3a^{2}b+3ab^{2}+b^{3}\ }
{\displaystyle (a+b)^{4}=a^{4}+4a^{3}b+6a^{2}b^{2}+4ab^{3}+b^{4}\ }
{\displaystyle (a+b)^{5}=a^{5}+5a^{4}b+10a^{3}b^{2}+10a^{2}b^{3}+5ab^{4}+b^{5}\ }

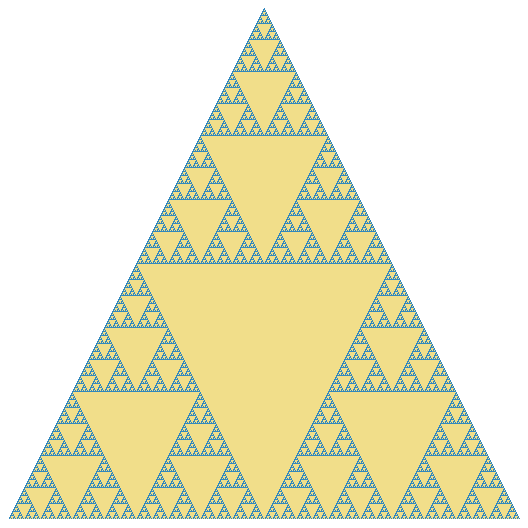
Triangle de Pascal amb una alçada de 512. Al pintar els nombres segons si són senars (blau) o parells (groc), apareix el triangle de Sierpinski.

- Les fileres de cada triangle són simètriques, ja que: {\displaystyle {n \choose k}={\frac {n!}{k!(n-k)!}}={n \choose n-k}}

- Si ens quedem tan sols amb els múltiples de dos, el triangle guarda una certa similitud amb el triangle de Sierpinski.

- Diagonals:
  - Les diagonals externes són sempre uns.[5]
  - Els nombres de la sèrie de Fibonacci es troben al sumar els elements de les diagonals formades de pujar d'una fila a l'anterior una posició.[6]
  - Una diagonal més interior dona els nombres naturals (1,2,3,4,5...).
  - La següent diagonal més interior (1,3,6,10...) són nombres triangulars, és a dir, nombres amb què es poden construir triangles.[7] Si es suma cadascun d'aquests nombres amb l'anterior s'obtenen els nombres quadrats.
  - La quarta diagonal correspon als nombres tetraèdrics (s'hi poden construir tetràedres).[4][8]
  - A la cinquena diagonal, hi ha els nombres pentatòpics, que representen el nombre d'elements dels pentatops.
- La conjectura de Singmaster postula que el nombre de vegades que apareix cada nombre major que 1 és finit. El nombre 3003 és l'únic que es coneix que apareix fins a vuit vegades al triangle.

## Història
L'any 1303 matemàtics xinesos ja tenien coneixement d'aquesta matriu triangular. Blaise Pascal la va redescobrir uns segles després.